# Georg Friedrich Schömann
Georg Friedrich Schömann (født 28. juni 1793 i Stralsund, død 25. marts 1879) var en tysk filolog.
Schömann blev 1823 professor i Greifswald. Han har især indlagt sig fortjenester ved studiet af græske oldtidsforhold og udgav sammen med Meier Der attische Process (1824, ny udgave 1883—87) og alene Griechische Alterthümer (2 bind, 1855—59, 4. udgave 1897—1902). Endvidere kan nævnes hans udgave af Hesiodos (1869) og af Ciceros De natura deorum (4. udgave, 1876) og endelig hans Opuscula academica (4 bind, 1856—71).